# Walter López
Walter López (Cidade, 1980. szeptember 25. –) guatemalai nemzetközi labdarúgó-játékvezető. Teljes neve Walter Alexander López Castellanos. Polgári foglalkozása energetikus.

## Pályafutása
A FENAFUTG Játékvezető Bizottságának (JB) minősítésével a Segunda División, majd a Liga Nacional játékvezetője. Küldési gyakorlat szerint rendszeres 4. bírói szolgálatot is végez.
A Guatemalai labdarúgó-szövetség JB terjesztette fel nemzetközi játékvezetőnek, a Nemzetközi Labdarúgó-szövetség (FIFA) 2006-tól tartja nyilván bírói keretében. A FIFA JB központi nyelvei közül a spanyolt beszéli. A FIFA és a CAF JB besorolás szerint elit kategóriás bíró. Több nemzetek közötti válogatott (Labdarúgó-világbajnokság, CONCACAF-aranykupa, Közép-amerikai Kupa), valamint Karibi klubcsapatok kupája és CONCACAF-bajnokok ligája klubmérkőzést vezetett, vagy működő társának 4. bíróként segített. Válogatott mérkőzéseinek száma: 22 (2008. február 6.–2015. november 13.). Vezetett kupadöntők száma: 1.
A 2011-es U20-as labdarúgó-világbajnokságon, illetve a 2013-as U20-as labdarúgó-világbajnokságon a FIFA JB bírói szolgálatra vette igénybe.
| Időpont             | Helyszín                                 | Mérkőzés típusa              | Mérkőzés               | Eredmény | Nézők száma |
| ------------------- | ---------------------------------------- | ---------------------------- | ---------------------- | -------- | ----------- |
| 2011. augusztus 1.  | Atanasio Girardot, Stadion, Medellín     | csoportmérkőzés (F. csoport) | Argentína–Anglia       | 0 – 0    | 40 943      |
| 2011. augusztus 4.  | Jaime Morón León Stadion, Cartagena      | csoportmérkőzés (E. csoport) | Egyiptom–Ausztria      | 4 – 0    | 15 646      |
| 2011. augusztus 14. | Hernán Ramírez Villegas Stadion, Pereira | egyik negyeddöntő            | Brazília–Spanyolország | 2 – 2    | 29 318      |
| 2013. június 24.    | Kadir Has Stadion, Kayseri               | csoportmérkőzés (B. csoport) | Portugália–Dél-Korea   | 2 – 2    | 1058        |
| 2013. július 3.     | Atatürk Stadion, Bursa                   | egyik nyolcaddöntő           | Horvátország–Chile     | 0 – 3    | 38 000      |

A 2010-es labdarúgó-világbajnokságon, a 2014-es labdarúgó-világbajnokságon és a 2018-as labdarúgó-világbajnokságon a FIFA JB bíróként alkalmazta. 2012-ben a FIFA JB bejelentette, hogy a brazil labdarúgó-világbajnokság lehetséges játékvezetőinek átmeneti listájára jelölte. Előselejtezőket a CONCACAF zónában vezetett. 2014-es világbajnokságon 4. (tartalék) bíróként vették igénybe.
| Időpont              | Helyszín                                | Mérkőzés típusa                     | Mérkőzés                                                         | Eredmény | Nézők száma |
| -------------------- | --------------------------------------- | ----------------------------------- | ---------------------------------------------------------------- | -------- | ----------- |
| 2008. február 6.     | Cacique Stadion, Diriamba               | (2010 vb) selejtező (3. csoport/D)  | Nicaragua–Holland Antillák                                       | 0 – 1    | 7 000       |
| 2008. június 14.     | Juan Ramón Loubriel Stadion, Bayamón    | (2010 vb) selejtező (2. csoport)    | Puerto Rico–Holland antilláki labdarúgó-válogatott               | 2 – 2    | 5 000       |
| 2012. június 8.      | Nemzeti Stadion, San José               | (2014 vb) előselejtező (B. csoport) | Costa Rica–Salvador                                              | 2 – 2    | 23 701      |
| 2012. szeptember 11. | Metropolitano Stadion, San Pedro        | (2014 vb) előselejtező (C. csoport) | Honduras–Kuba                                                    | 1 – 0    | 12 000      |
| 2012. október 12.    | BBVA Compass Stadion, Houston           | (2014 vb) előselejtező (B. csoport) | Guyana–Mexikó                                                    | 0 – 5    | 12 115      |
| 2013. március 26.    | Estadio Azteca, Mexikóváros             | (2014 vb) előselejtező (4. forduló) | Mexikói labdarúgó-válogatott–Amerikai Egyesült Államok           | 0 – 1    | 85 500      |
| 2013. június 7.      | Nemzeti Stadion, San José de Costa Rica | (2014 vb) előselejtező (4. forduló) | Costa Rica-i labdarúgó-válogatott–Hondurasi labdarúgó-válogatott | 1 – 0    | 35 000      |
| 2013. szeptember 6.  | Rommel Fernández Stadion, Panamaváros   | (2014 vb) előselejtező (4. forduló) | Panama–Jamaica                                                   | 0 – 0    | 20 000      |
| 2013. október 15.    | Nemzeti Stadion, San José de Costa Rica | (2014 vb) előselejtező (4. forduló) | Costa Rica-i labdarúgó-válogatott–Mexikói labdarúgó-válogatott   | 2 – 1    | 35 000      |
| 2015. november 13.   | Estadio Azteca, Mexikóváros             | (2018 vb) előselejtező (A. csoport) | Mexikói labdarúgó-válogatott–Salvadori labdarúgó-válogatott      | 3 – 0    | 35 000      |

A 2009-es CONCACAF-aranykupa, a 2011-es CONCACAF-aranykupa, a 2013-as CONCACAF-aranykupa, valamint a 2015-ös CONCACAF-aranykupa labdarúgó tornán a CONCACAF JB hivatalnokként alkalmazta.
| Időpont            | Helyszín                                    | Mérkőzés típusa                     | Mérkőzés                                                         | Eredmény | Nézők száma |
| ------------------ | ------------------------------------------- | ----------------------------------- | ---------------------------------------------------------------- | -------- | ----------- |
| 2009. július 4.    | Qwest Field Stadion, Seattle                | csoportmérkőzés (B. csoport)        | Grenada–Amerikai labdarúgó-válogatott                            | 0 – 4    | 15 387      |
| 2010. november 29. | En Camée Stadion, Rivière-Pilote            | (2011-es) előselejtező (I. csoport) | Guadeloupe–Jamaicai labdarúgó-válogatott                         | 0 – 2    | 3 000       |
| 2010. december 1.  | En Camée Stadion, Rivière-Pilote            | (2011-es) előselejtező (I. csoport) | Guadeloupe-i labdarúgó-válogatott–Antigua és Barbuda             | 1 – 0    | 3 000       |
| 2010. december 5.  | Pierre-Aliker Stadion, Fort-de-France       | (2011-es) selejtező bronzmérkőzés   | Grenadai labdarúgó-válogatott–Kubai labdarúgó-válogatott         | 0 – 1    | 4 000       |
| 2011. január 16.   | Rommel Fernández Stadion, Panama-Stadt      | (2011-es) előselejtező (A. csoport) | Panamai labdarúgó-válogatott–Nicaraguai labdarúgó-válogatott     | 2 – 0    | 6 000       |
| 2011. január 23.   | Rommel Fernández Stadion, Panama-Stadt      | csoport zónadöntő                   | Hondurasi labdarúgó-válogatott–Costa Rica-i labdarúgó-válogatott | 2 – 1    | 2 000       |
| 2011. június 7.    | Ford Field Stadion, Detroit                 | csoportmérkőzés (C. csoport)        | Amerikai labdarúgó-válogatott–Kubai labdarúgó-válogatott         | 2 – 0    | 2 800       |
| 2011. június 14.   | Livestrong Park Stadion, Kansas City        | csoportmérkőzés (C. csoport)        | Kanada–Panamai labdarúgó-válogatott                              | 1 – 1    | 20 109      |
| 2011. június 22.   | Reliant Stadion, Houston                    | egyik elődöntő                      | Hondurasi labdarúgó-válogatott–Mexikói labdarúgó-válogatott      | 0 – 2    | 70 627      |
| 2013. január 18.   | Olimpico Metropolitano Stadion, Tegucigalpa | előselejtező                        | Hondurasi labdarúgó-válogatott–Salvadori labdarúgó-válogatott    | 1 – 1    |             |
| 2013. január 25.   | Olimpico Metropolitano Stadion, Tegucigalpa | előselejtező (egyik elődöntő)       | Hondurasi labdarúgó-válogatott–Belize                            | 1 – 0    |             |
| 2015. július 14.   | BMO Fild, Toronto                           | csoportmérkőzés (B. csoport)        | Jamaicai labdarúgó-válogatott–Salvadori labdarúgó-válogatott     | 1 – 0    | 16 647      |
| 2015. július 19.   | MetLife Stadium, MetLife Stadium            | egyik negyeddöntő                   | Mexikói labdarúgó-válogatott–Costa Rica-i labdarúgó-válogatott   | 1 – 0    | 74 187      |

A Copa Centroamericana, a 2011-es Közép-amerikai Kupa egy nemzetközi labdarúgó-bajnokság az UNCAF és a CONCACAF régióban. 
| Időpont          | Helyszín                              | Mérkőzés típusa | Mérkőzés                                                         | Eredmény | Nézők száma |
| ---------------- | ------------------------------------- | --------------- | ---------------------------------------------------------------- | -------- | ----------- |
| 2011. január 23. | Rommel Fernández Stadion, Panamaváros | döntő           | Hondurasi labdarúgó-válogatott–Costa Rica-i labdarúgó-válogatott | 2 – 1    | 2 000       |

Az I. nyári ifjúsági olimpián a FIFA JB játékvezetői szolgálattal bízta meg.
| Időpont             | Helyszín                       | Mérkőzés típusa           | Mérkőzés                               | Eredmény | Nézők száma |
| ------------------- | ------------------------------ | ------------------------- | -------------------------------------- | -------- | ----------- |
| 2010. augusztus 13. | Jalan Besar Stadion, Szingapúr | előselejtező (D. csoport) | Szingapúr–Zimbabwe                     | 3 – 1    | 4 800       |
| 2010. augusztus 23. | Jalan Besar Stadion, Szingapúr | az 5. helyért             | Vanuatu–Zimbabwei labdarúgó-válogatott | 2 – 0    | 1 615       |

A 2016. évi nyári olimpiai játékokra a FIFA JB bírói szolgálatra jelölte.
| Időpont            | Helyszín                                        | Mérkőzés típusa              | Mérkőzés                                         | Eredmény | Nézők száma |
| ------------------ | ----------------------------------------------- | ---------------------------- | ------------------------------------------------ | -------- | ----------- |
| 2016. augusztus 4. | Estádio Olímpico João Havelange, Rio de Janeiro | csoportmérkőzés (D. csoport) | Portugália–Argentína                             | 2 – 0    | 37 407      |
| 2015. október 13.  | Arena Fonte Nova, Salvador da Bahia             | egyik negyeddöntő            | Portugál U23-as labdarúgó-válogatott–Németország | 0 – 4    |             |

A FIFA JB küldésére több mérkőzést vezetett FIFA-klubvilágbajnokságon.
| Időpont            | Helyszín                     | Mérkőzés típusa | Mérkőzés                   | Eredmény | Nézők száma |
| ------------------ | ---------------------------- | --------------- | -------------------------- | -------- | ----------- |
| 2014. december 20. | Stade de Marrakech, Marrákes | döntő           | Real Madrid CF–San Lorenzo | 2 – 0    | 38 345      |